# Serguéi Bondarchuk
Serguéi Fiódorovich Bondarchuk (ruso: Серге́й Фёдорович Бондарчук; ucraniano: Сергій Федорович Бондарчук. Bilozerka, 25 de septiembre de 1920-Moscú, 20 de octubre de 1994) fue un director de cine, guionista y actor soviético.
A la edad de 32 años se convirtió en el actor soviético más joven en conseguir la máxima distinción, el Artista del pueblo de la URSS.
La fama de Bondarchuk en Occidente se remonta a la producción épica de Guerra y paz, basada en la novela homónima de Tolstói. Esta película, cuyo metraje total original superaba las cinco horas, tardó siete años en terminarse y le valió a Bondarchuk, quien además de la dirección se encargó del papel de Pierre Bezújov, el Óscar a la mejor película de habla no inglesa en 1968.
Trabajó también con Roberto Rossellini en la película antibelicista Fugitivos en la noche (Era notte a Roma, 1960).
Está enterrado en el cementerio Novodévichy, en Moscú.
Su hija Natalia Bondarchuk es recordada por su interpretación del papel de Hari en la película Solaris, de Tarkovski, mientras que su hijo Fiódor Bondarchuk es un actor y director famoso, conocido sobre todo por su interpretación en película rusa La novena compañía (en ruso: 9 Рота) (2005).

## Filmografía (como director)
- El destino de un hombre (en ruso: Судьба человека) (1959)
- Guerra y paz (en ruso: Война и мир) (1965–1967)
- Waterloo (en ruso: Ватерлоо) (1970)
- Lucharon por su patria (en ruso: Они сражались за Родину) (1975)
- La estepa (en ruso: Степь) (1977)
- Campanas rojas (conocida en ruso como Красные колокола. Фильм 1. Мексика в огне) (1982)
- Diez días que cambiaron el mundo (conocida en ruso como Красные колокола. Фильм 2. Я видел рождение нового мира) (1982)
- Borís Godunov (en ruso: Борис Годунов) (1986)
- El Don apacible (rodada en inglés como Quiet Flows the Don en los años 90 y estrenada en EE. UU. en 2004)
- El Mellizo Malo (Javi Melli) (estrenada en 2010)

## Premios y distinciones
Óscar
| Año  | Categoría                          | Película     | Resultado |
| ---- | ---------------------------------- | ------------ | --------- |
| 1969 | Mejor película de habla no inglesa | Guerra y paz | Ganador   |